# Barringtonia papuana
Barringtonia papuana är en tvåhjärtbladig växtart som beskrevs av Carl Karl Adolf Georg Lauterbach. Barringtonia papuana ingår i släktet Barringtonia och familjen Lecythidaceae. Inga underarter finns listade i Catalogue of Life.